# اوجنیو آلافاچی
اوجنیو آلافاچی (ایتالیایی: Eugenio Alafaci؛ زادهٔ ۹ اوت ۱۹۹۰) دوچرخه‌سوار اهل ایتالیا است.
از باشگاه‌هایی که در آن رکاب زده است می‌توان به تیم ترک-سگافردو اشاره کرد.